# PID1
PID1 (англ. Phosphotyrosine interaction domain containing 1) – білок, який кодується однойменним геном, розташованим у людей на 2-й хромосомі. Довжина поліпептидного ланцюга білка становить 250 амінокислот, а молекулярна маса — 28 272.
| 10         |  | 20         |  | 30         |  | 40         |  | 50         |
| ---------- |  | ---------- |  | ---------- |  | ---------- |  | ---------- |
| MFSLPLSLPL |  | CEDTAFLPSK |  | CCSSHKTIKQ |  | ARTLIMIFLA |  | SGTHFQTMLK |
| SKLNVLTLKK |  | EPLPAVIFHE |  | PEAIELCTTT |  | PLMKTRTHSG |  | CKVTYLGKVS |
| TTGMQFLSGC |  | TEKPVIELWK |  | KHTLAREDVF |  | PANALLEIRP |  | FQVWLHHLDH |
| KGEATVHMDT |  | FQVARIAYCT |  | ADHNVSPNIF |  | AWVYREINDD |  | LSYQMDCHAV |
| ECESKLEAKK |  | LAHAMMEAFR |  | KTFHSMKSDG |  | RIHSNSSSEE |  | VSQELESDDG |
|            |  |            |  |            |  |            |  |            |

A: Аланін

C: Цистеїн

D: Аспарагінова кислота

E: Глутамінова кислота

F: Фенілаланін

G: Гліцин

H: Гістидин

I: Ізолейцин

K: Лізин

L: Лейцин

M: Метіонін

N: Аспарагін

P: Пролін

Q: Глутамін

R: Аргінін

S: Серин

T: Треонін

V: Валін

W: Триптофан

Кодований геном білок за функцією належить до фосфопротеїнів. 
Задіяний у такому біологічному процесі, як альтернативний сплайсинг. 
Локалізований у цитоплазмі.